# Wiederaufbauwert
Der Begriff Wiederaufbauwert wird im Kontext der Versicherung von Gebäuden verwendet. Er bezeichnet den finanziellen Betrag, der benötigt wird, um ein Gebäude wieder zu errichten, z. B. nach einer vollständigen Zerstörung durch Brand oder Erdbeben.
Der Wiederaufbauwert entspricht im Regelfall nicht dem Marktwert der Immobilie, der auch durch den Wert des Grundstücks, den Zustand des Gebäudes sowie vor allem auch die Lage der Immobilie beeinflusst wird. 
Der Wiederaufbauwert wird im Gebäudeversicherungswesen oft über den gleitenden Neuwertfaktor bestimmt.